# Julia Michalska

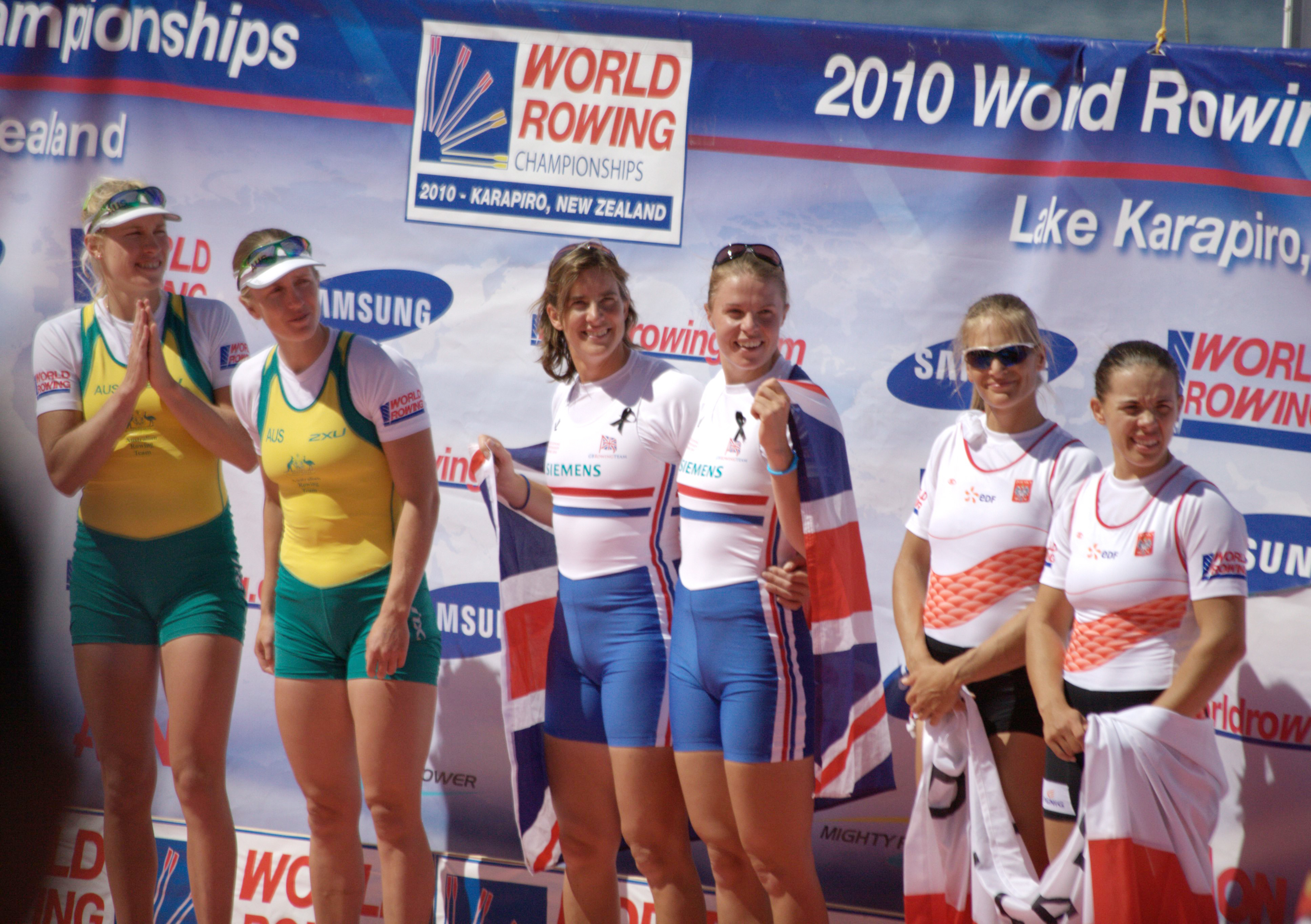
Campeonato Mundial - Cambridge 2010 (Silver: Austrália, Gold: Reino Unido, bronze: Polónia

Julia Ludwika Michalska-Płotkowiak (Kozienice, 21 de julho de 1985) é uma remadora polonesa, medalhista olímpica.

## Carreira

### Londres 2012
Julia Michalska competiu no skiff duplo, ela conquistou a medalha de bronze com Magdalena Fularczyk.